# Мада
Мада (рум. Mada) — село у повіті Хунедоара в Румунії. Входить до складу комуни Балша.
Село розташоване на відстані 288 км на північний захід від Бухареста, 21 км на північний схід від Деви, 94 км на південь від Клуж-Напоки.

## Населення
За даними перепису населення 2002 року у селі проживали 90 осіб, усі — румуни. Усі жителі села рідною мовою назвали румунську.